# Hasan Alwi
Hasan Alwi (ur. 4 lipca 1940 w Cirebon) – indonezyjski językoznawca.

## Życiorys
W 1971 roku ukończył studia z zakresu języka francuskiego na uczelni Institut Keguruan dan Ilmu Pendidikan Jakarta. Doktorat z językoznawstwa uzyskał w 1990 roku na Uniwersytecie Indonezyjskim. Kształcił się także w Centrum Językoznawstwa Stosowanego na Uniwersytecie w Besançon (Francja) (1973–1974). Odbył szkolenie naukowe z zakresu językoznawstwa i austronezystyki na Uniwersytecie w Lejdzie (1979–1980). W roku akademickim 1986/1987 przebywał na Uniwersytecie Johanna Wolfganga Goethego we Frankfurcie nad Menem.
Był nauczycielem języka francuskiego w kilku szkołach średnich. W latach 1992–2001 przewodniczył narodowej radzie językowej, Pusat Pembinaan dan Pengembangan Bahasa. Współautor istotnej gramatyki Tata Bahasa Baku Bahasa Indonesia. Redaktor trzeciej edycji Kamus Besar Bahasa Indonesia.

## Wybrana twórczość
- Kata Seperti, Mungkin, dan Barangkali (1991)
- Dari Bahasa Melayu Ke Bahasa Indonesia: Pemantapan Sarana Pencerdasan Kehidupan Bangsa (1996)
- Tata Bahasa Baku Bahasa Indonesia (współautorstwo, 1999)
- Fungsi Politik Bahasa (2000)
- Bahasa Indonesia: Pemakai dan Pemakaiannya (2000)